# Georges Penabert
Georges Penabert (23. dubna 1825 Arudy, Pyrénées-Atlantiques – 27. prosince 1903 Paříž, 11. pařížský obvod) byl francouzský fotograf.

## Životopis

### Rodinné zázemí
Rodina Penabertů pochází z Basses Pyrénées, dnes departement Pyrénées-Atlantiques. Čtyřiadvacetiletý Pierre Penabert, profese sedláře, se 21. ledna1821 oženil s Anne Dibatovou, rovněž ve věku dvaceti čtyř let, v Gan, obci mladé nevěsty. Pár se usadil v Arudy, vesnici Pierre, kde se jim narodily tři děti: Marie Monique (jejíž křestní jména se později změnila na Clémence Monique) narozená 23. listopadu 1821, Jean Georges (* 23. dubna 1825) a Jeanne Marie (* 10. října 1826).
V době narození jejich poslední dcery nebyl otec ve městě. Těžké životní podmínky rozhodly Penabertovy k radikální životní změně.

### Emigrace do Brazílie
Rodina odjela z Francie do Brazílie, "vydělat jmění", krátce po narození malé Jeanne v roce 1826. Usadili se ve Viamão nedaleko Porto Alegre. Páru se narodily další děti na brazilské půdě: Victor Penabert, Jean Penabert v Porto Alegre 23. prosince 1834 a Eulalie Penabertová v roce 1836 Poslední jmenovaná zemřela v sedmi letech, 6. března 1843 v Porto Alegre. Město těží z výhodné polohy pro obchod, nachází se nedaleko Uruguaye či Argentiny a zejména jejího hlavního města Buenos Aires. Dvě brazilská města ve státě Rio Grande do Sul jsou multikulturní. Od 20. let 19. století do této části světa přicházeli kromě francouzských i německých, italských, polských, španělských, japonských a libanonských přistěhovalců a také Portugalci z Azor. Hospodářská činnost byla zaměřená na zemědělství a chov dobytka. Objev zlata ve středozápadní oblasti Brazílie vzbudila touhu u rostoucího počtu cizinců, ale jeho negativním aspektem byl masivní příchod otroků z Afriky. Rodina Penabertů několik černých otroků vlastnila.
Ve své době byla země nestabilní země a vystavena mnoha konfliktům. V roce 1835 vypukla válka Farrapos a 19. září povstalecké jednotky pod velením Onofre Pires a Josého Gomese de Vasconcelos Jardim napadly Porto Alegre. Během tohoto období Pierre Penabert zemřel v Viamão v roce 1836. Nejstarší Clémence se provdala 23. října 1842 v Porto Alegre za obchodníka s látkami Bernarda Théodora Decazese, vdovce po Adélaïde (Adèle) Brissonové, původem z Libourne, který v roce 1840 emigroval do Brazílie. Z tohoto spojení se 31. ledna 1844 v Porto Alegre narodil Eugène Louis Frédéric Decazes. Théodore Decazes byl jmenován v roce 1843 vicekonzulem Francie v Porto Alegre, čestným titulem, až do 30. prosince 1852, ale angažoval se v případech zpronevěry. V tomto městě zemřela 13. října 1848 Anne Dibatová, vdova po Pierru Penabertovi, která se také usadila v Porto Alegre..
Nástupce Théodora Decazese, hrabě Félix de Montravel, ve zprávě týkající se dědictví po zesnulém uvedl, že :
Celé dědictví přešlo do rukou pana Decaze, pravděpodobně na základě ústní dohody mezi ním a jeho švagry, Georgem a Victorem Penabertovými. Nebyl sepsán žádný inventář. Nebyl stanoven žádný akt, který by určil aktiva a pasiva. Všechno zůstalo v rukou pana Decaze, včetně otroků, kteří byli zajištěni paní Vdovou Penabertovou, více či méně pravidelně, jako poděkování panu Pradelovi. Tito černí byli tři…

V jiné zprávě to říká Félix de Montravel: Decazes roztrhal rejstříky státního občanství (úmrtí), aby odstranil veškeré stopy svých podvodů. Théodore Decazes byl nakonec zatčen a uvězněn, ale podařilo se mu uprchnout. Zničen se vrátil do Francie do Paříže, kde zemřel 11. ledna 1865 v 17. pařížském obvodu. Ve svých devětašedesáti letech stále pracoval jako prostý pokladní. Jeho syn Eugène Decazes měl lepší budoucnost jako obchodník v Bordeaux, poté jako vojenský důstojník a koloniální správce. Postupně obdržel 13. srpna 1885 vyznamenání rytíře Čestné legie a 26. července 1904 důstojnické. Eugène Decazes se 3. června 1890 oženil v Rouenu s Marií Marguerite Hélène Claire Souvré a měl jako svěřenec Henri Ibrahima Saada, narozeného v Senegalu v roce 1897. Byl také dativním opatrovníkem své sestřenice Berthe Anne Marguerite Marie Decazes, dcery Jacquese Léona Decazese a Jeanne Augustine de Coquerel, na základě rozhodnutí rodinné rady ze dne 14. října 1891 pod předsednictvím smírčího soudce ve Versailles.. Toho roku žila Clémence Penabert na adrese avenue de Sceaux č.p. 12 ve Versailles.

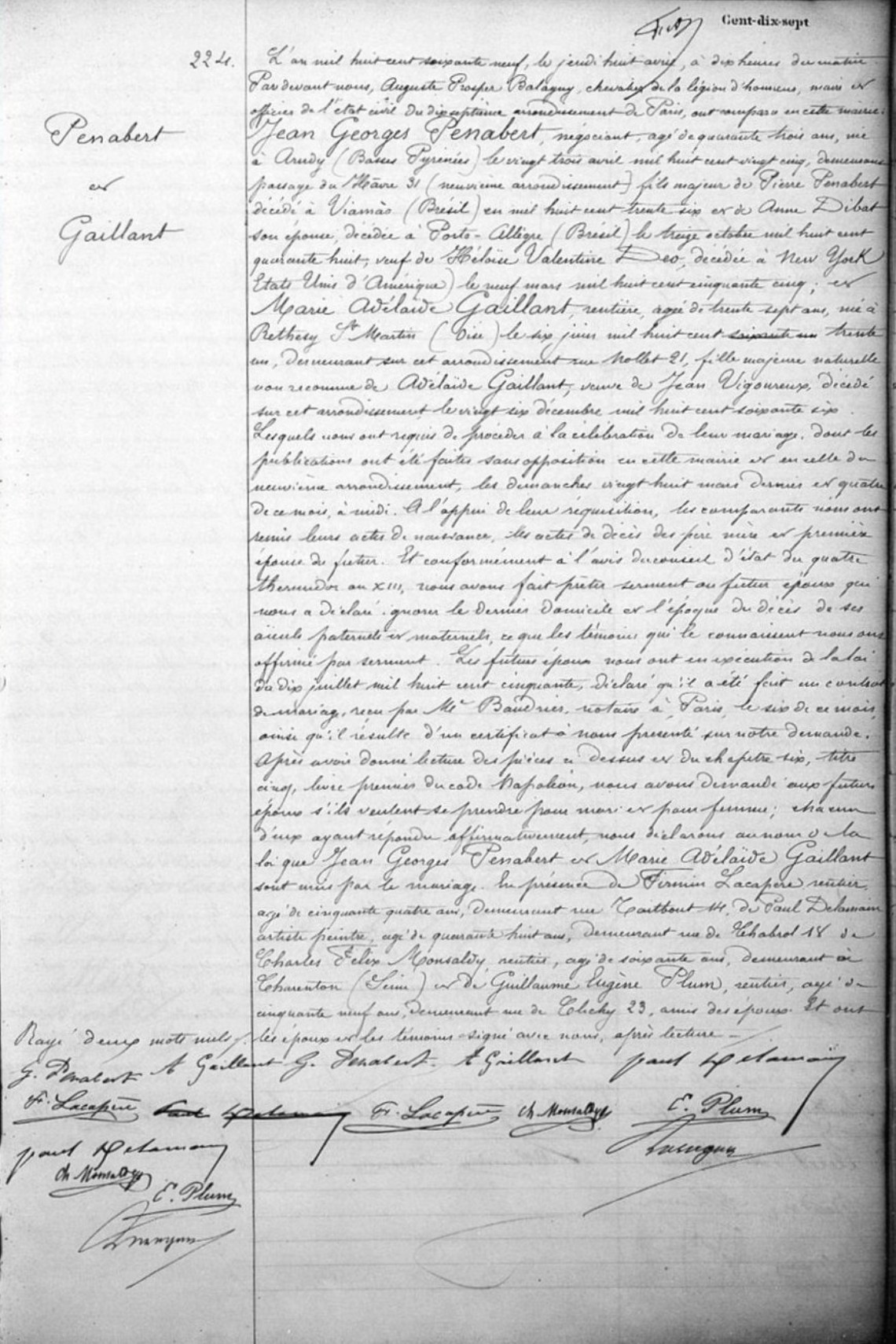
Sňatek Georgese Penaberta v roce 1869. Zdroj: Paris Archives. Jedná se o potvrzení o druhém sňatku Georgese Penaberta s Marií Adélaïde Gaillantovou, 8. dubna 1869 v Paříži v 17. obvodu.
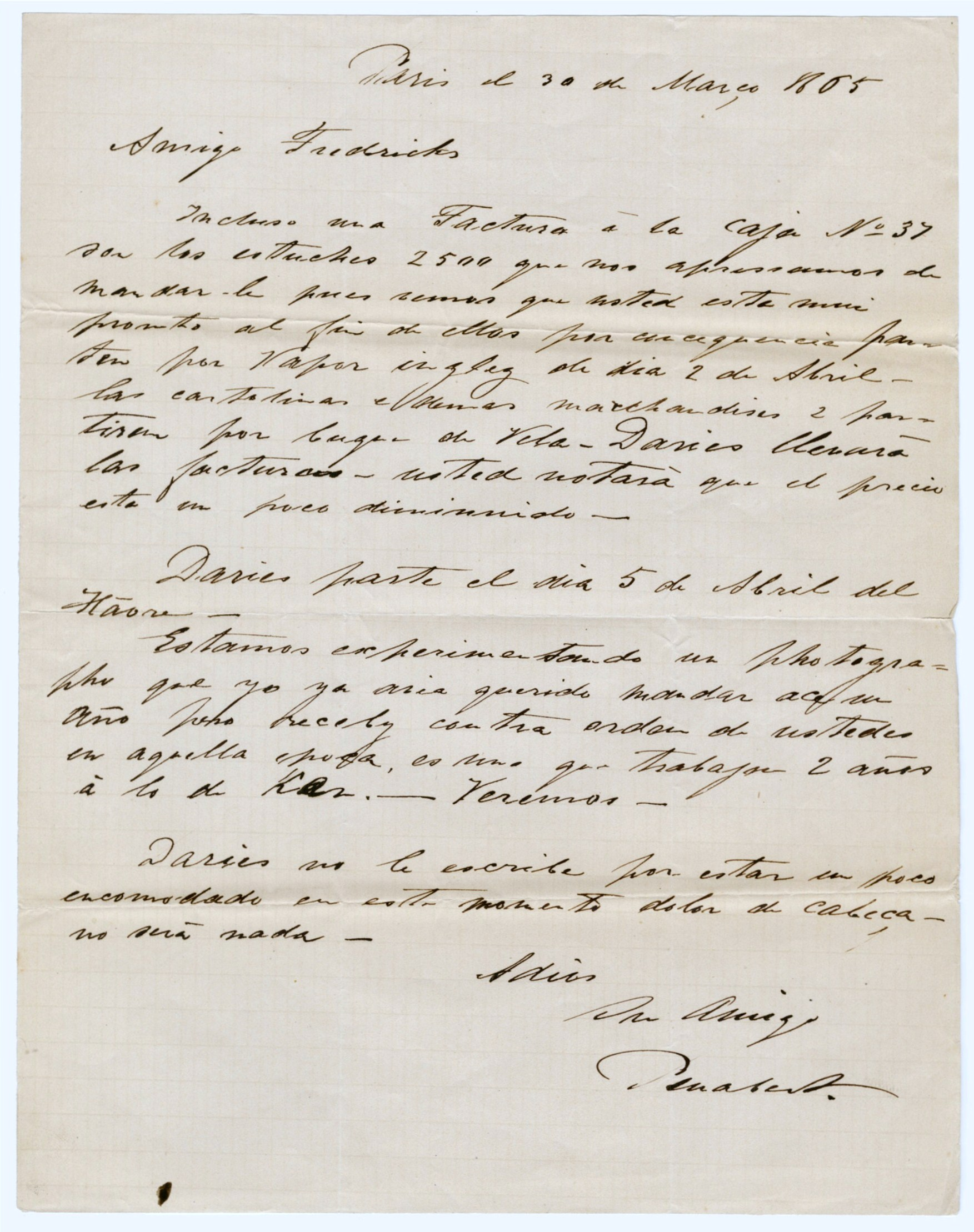
Korespondence Georgese Penaberta, v roce 1865. Zdroj: Univerzitní archiv (Spojené státy americké). Korespondence psaná španělsky 30. března 1865 Georgesem Penabertem Charlesi Fredricksovi. Zmiňuje fotografický experiment. Georges Penabert také píše o cestě, kterou podnikl jejich společník Augusto Daries, a o jeho odjezdu z Le Havru 5. dubna (1865).

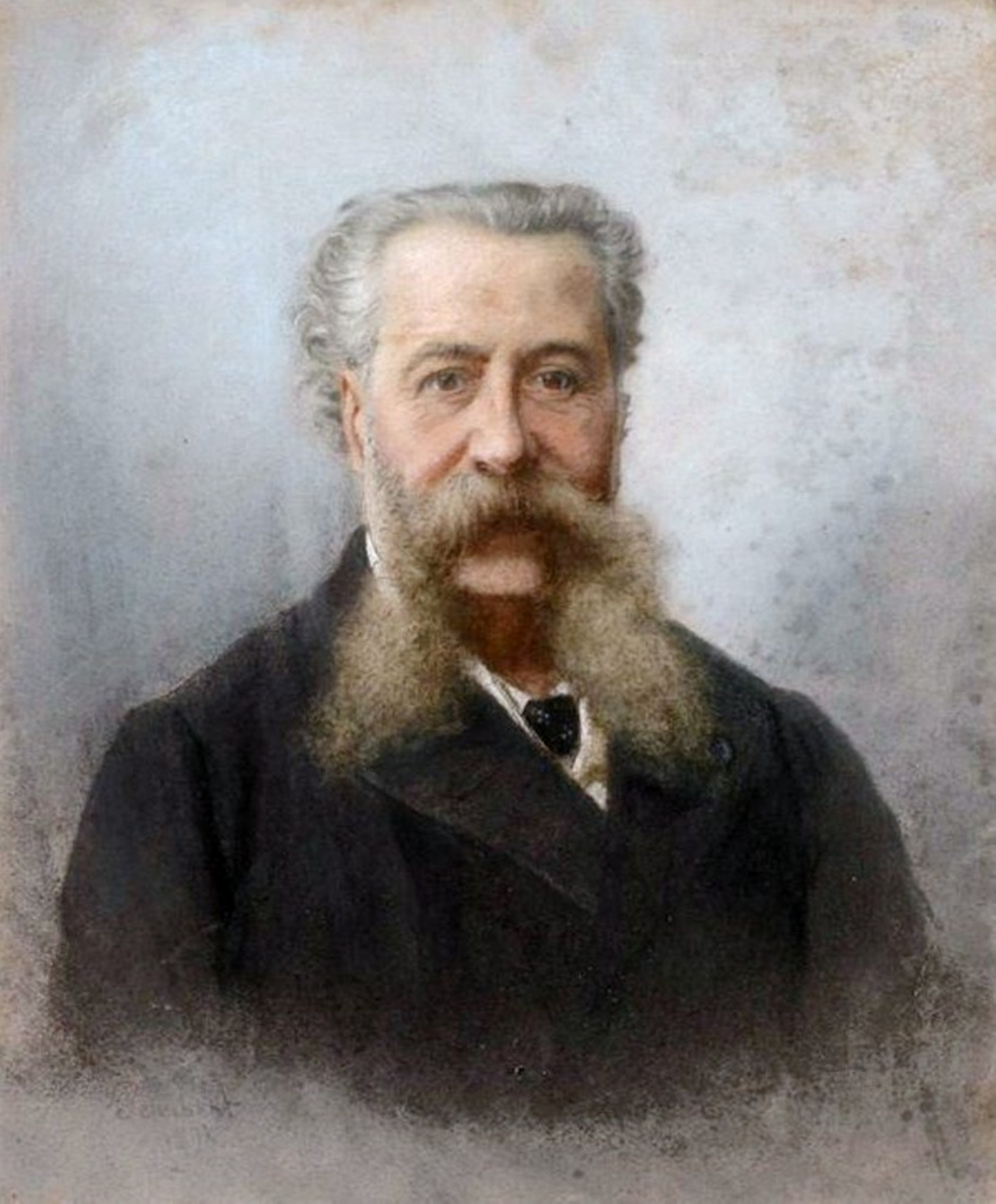
Pastelový portrét muže od Georgese Penaberta s podpisem vlevo dole, asi 1890

### Instalace ve Spojených státech
Georges Penabert byl vdovec po Héloïse Valentine Déo (nebo Déot), která zemřela v New Yorku 9. března 1855 po porodu. Pár žil v té době v penzionu v New Yorku na adrese White Fereat 21, což byl měšťanský dům zařízený jak bylo zvykem u většiny cizinců žijících ve městě. Jejich dcera, která přežila, byla Éloïse (Héloïse) Valentine Penabertová, narozená v New Yorku 2. března 1855. Georges Penabert se podruhé oženil, s Marií Adélaïdou Gaillantovou, vdovou po Jeanu Vigoureuxovi, dne 8. dubna 1869 v Paříži v 17. pařížském obvodu. Jeho dcera Éloïse se provdala za Eugèna Josepha Desfossého, syna slavného výrobce tapet, Julese Desfossého, 21. října 1875 v Paříži v 9 okres.
Georges Penabert a Adélaïde Gaillant bydlleli ve Verneuil-sur-Seine v departementu Seine-et-Oise. Adélaïde Gaillant zemřela v tomto městě ve věku 66 let 3. února 1898.
Georges Penabert, vdovec po své druhé manželce, bydlel na konci svého života ve stejné budově jako jeho sestra Clémence, sama vdova po Théodoru Decazesovi, na rue du Faubourg-Saint-Antoine č.p. 223. Zemřela ve svém pařížském domě 28. června 1896. Georges Penabert zemřel 27. prosince 1903 ve věku 78 let.

### Vztahy George Penaberta
Dvě první fotografie pocházejí od George Penaberta. Eugène Latapi se narodil v Izeste (Pyrénées-Atlantiques) v roce 1824. Měl příbuzné ve městě Arudy, odkud pocházel jeho protějšek Georges Penabert. V roce 1854 emigroval do Mexika. V roce 1859 byl zatčen z politických důvodů. Byl fotografem a zakladatelem nebo ředitelem fotografických firem. Později založil sklářskou fabriku v Texcoco: Los Vidrios de Texcoco. Při své cestě do Francie v roce 1866 se Eugène Latapi obrátil na Penaberta v jeho ateliéru v Paříži, aby si nechal udělat svůj portrét.

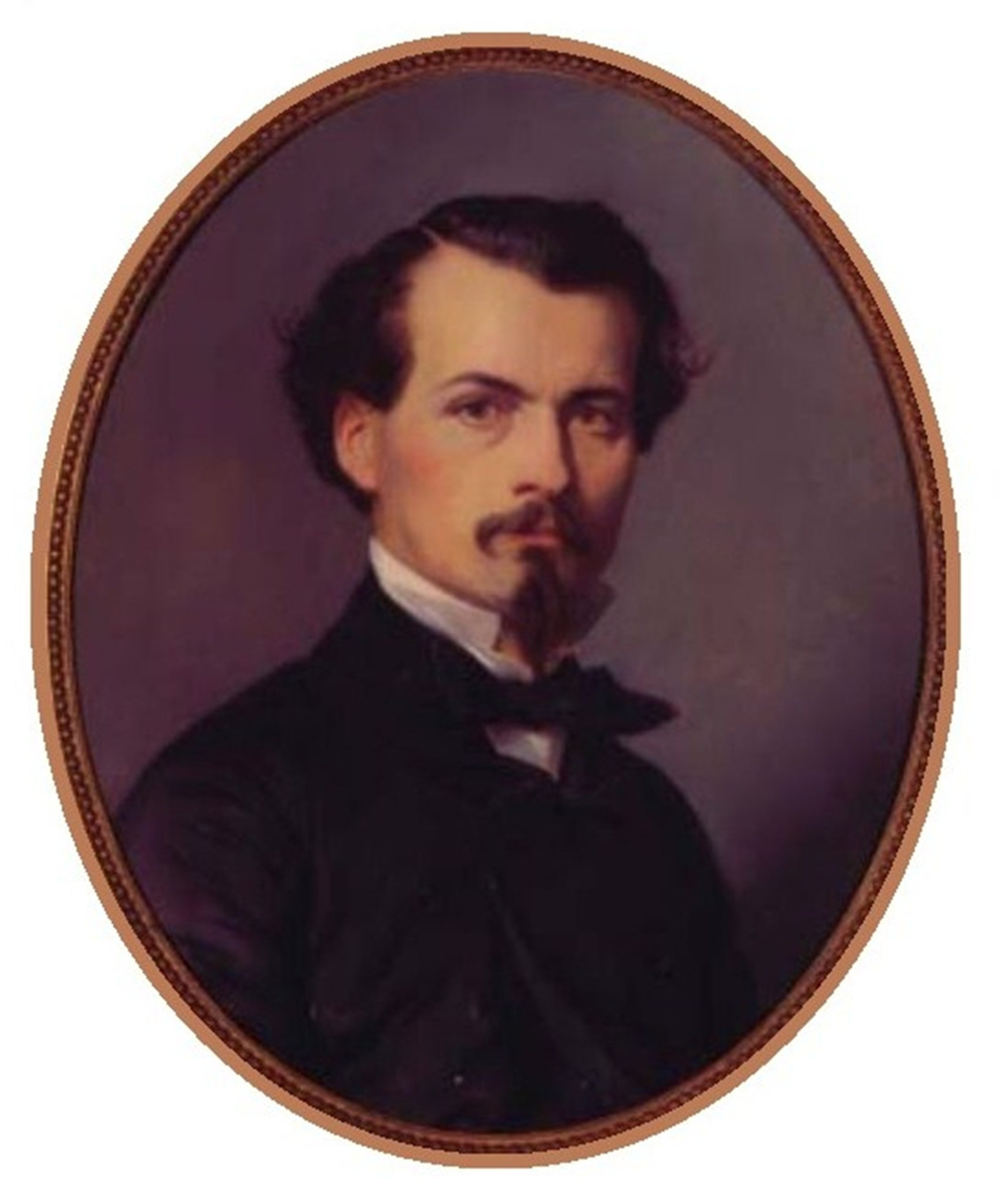
Portrét Françoise Eugèna Latapiho (1824–1868)
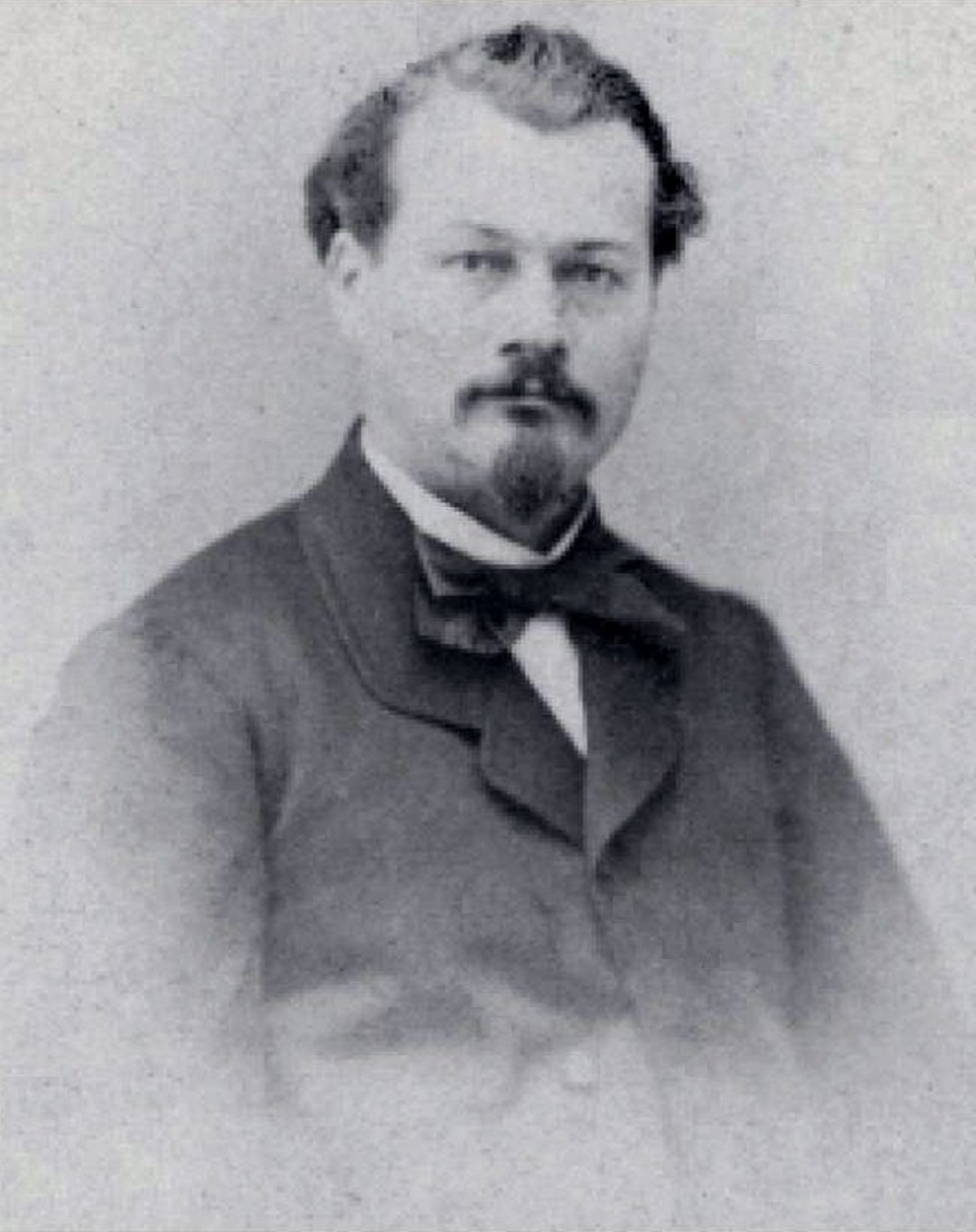
Fotografie Eugèna Latapiho z roku 1866
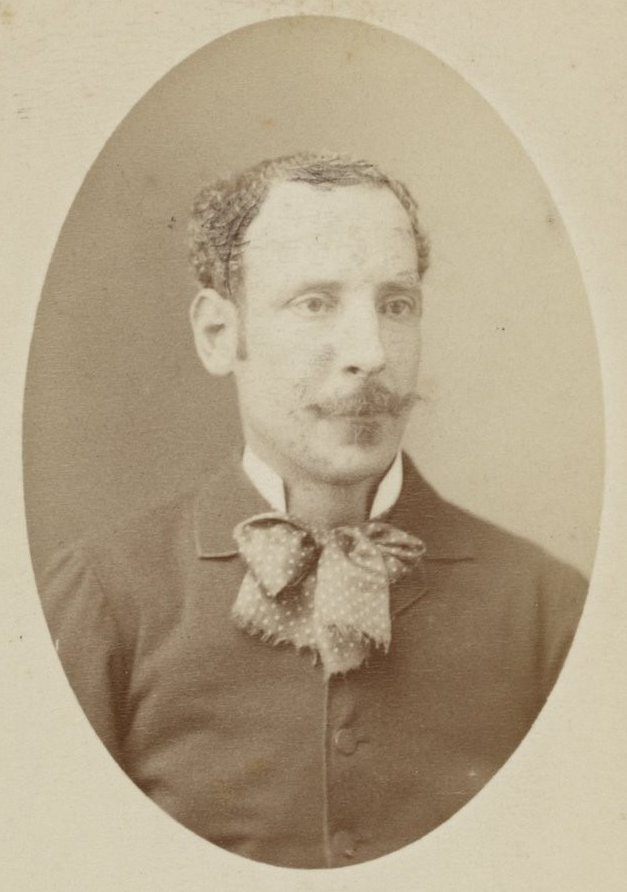
Synovec George Penaberta, Eugène Decazes, asi 1870
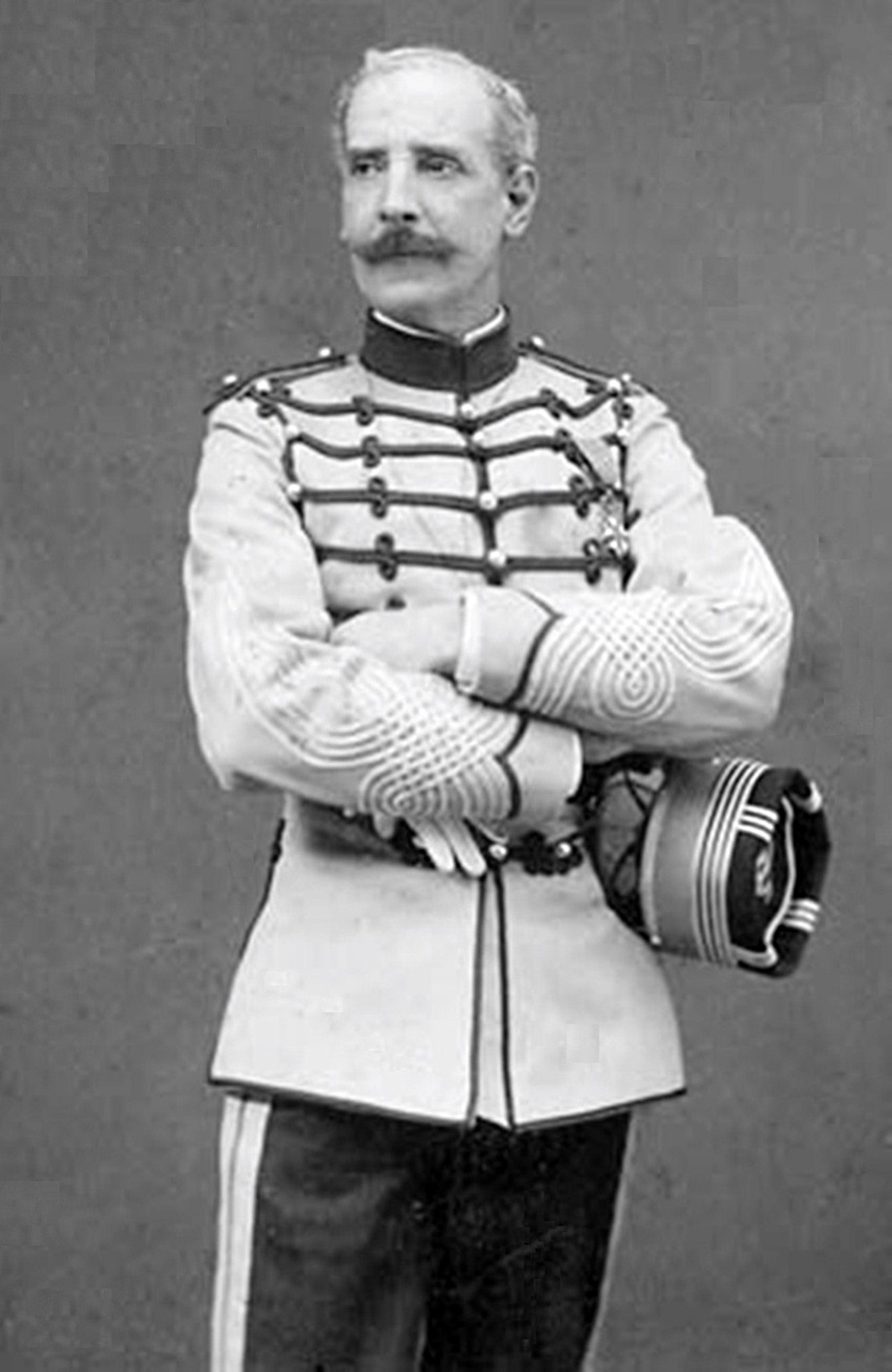
Eugène Decazes v uniformě, kolem roku 1895
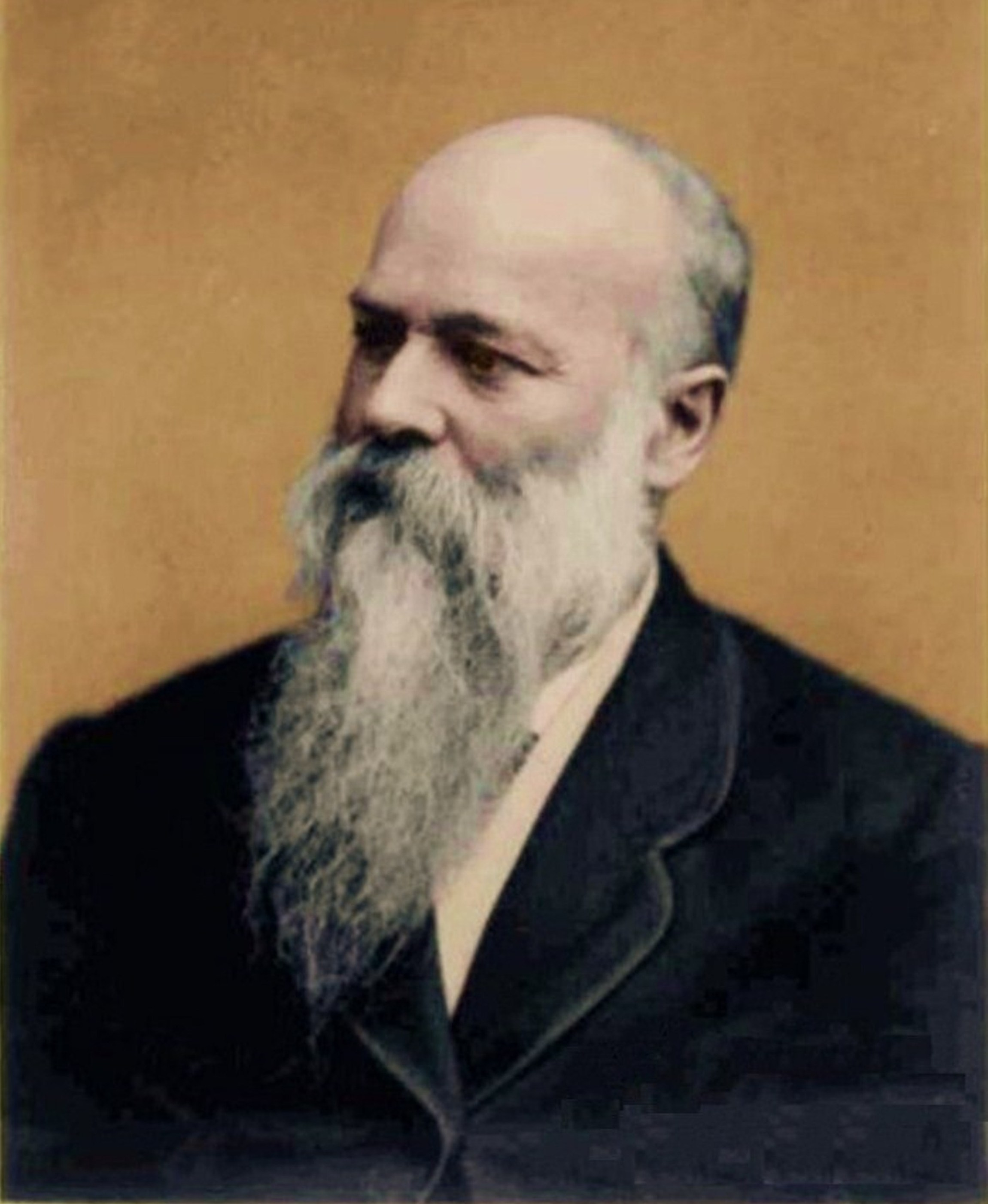
Americký fotograf Charles Fredricks, kolem roku 1885. Hlavní partner Georga Penaberta. Byl majitelem několika fotografických studií, včetně těch v Paříži v roce 1853, New Yorku v roce 1855 a Havaně v roce 1857.

### Kariéra

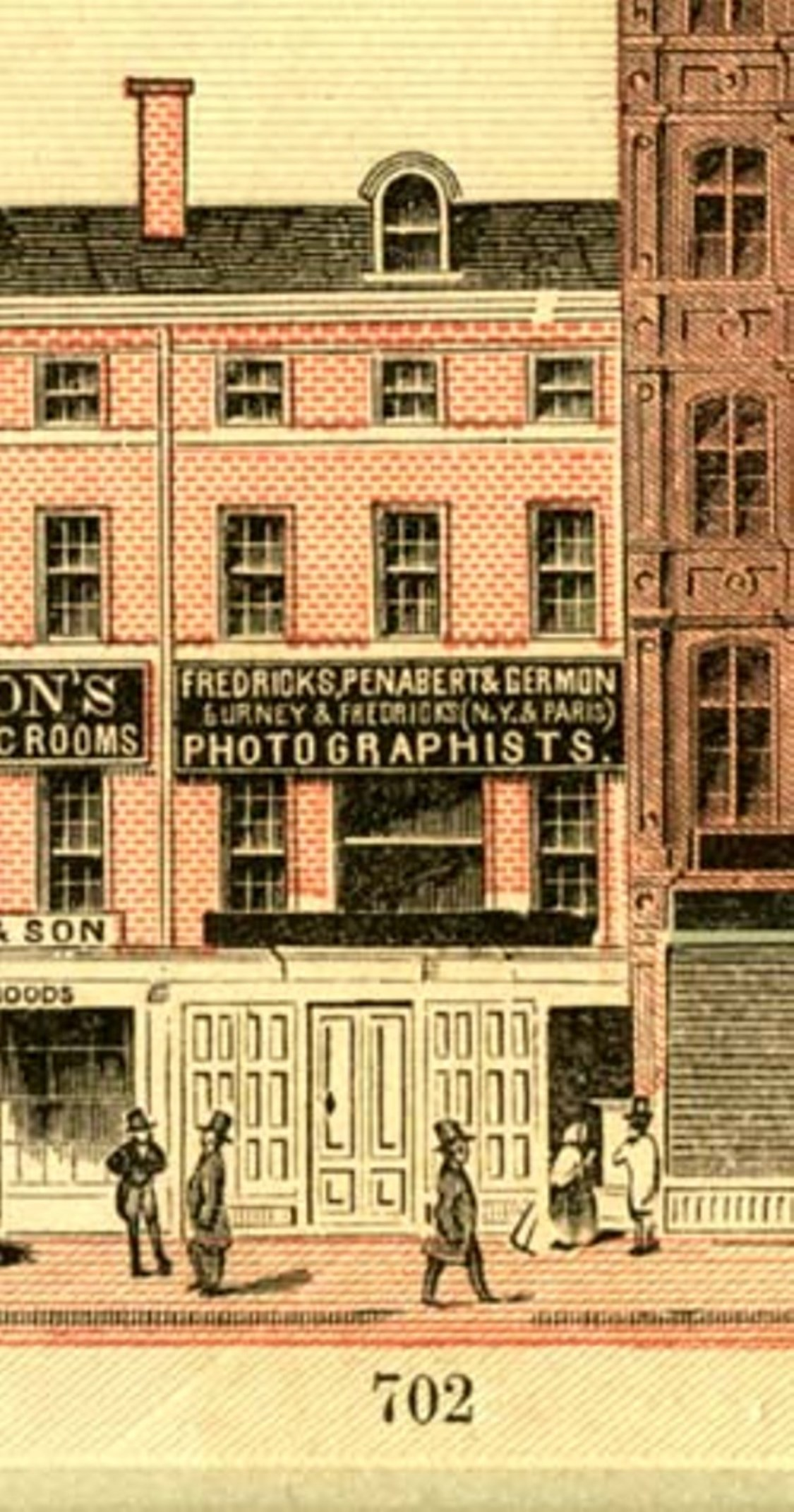
Pohled na budovu, kde se v roce 1859 nacházelo studio Fredricks, Penabert & Germon Photographists na adrese Chestnut Street čp. 168, South Side, ve Philadelphii ve státě Pennsylvania (Spojené státy americké).

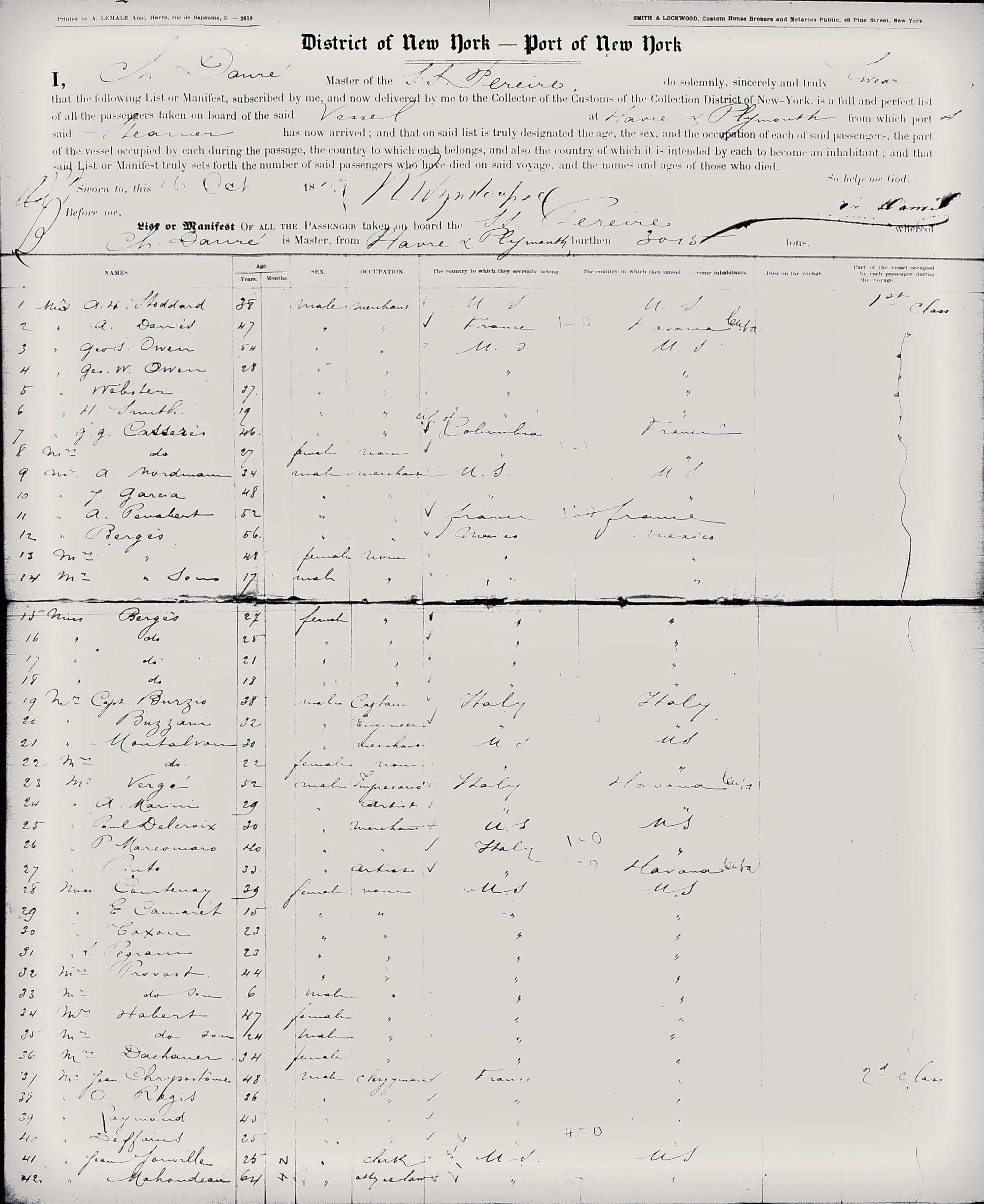
Seznam cestujících francouzského parníku S/S Pereire přijíždějících do New Yorku (Spojené státy americké), 16. října 1877. Parník odjel z Le Havre s mezipřistáním v Plymouthu. Dva fotografové, Auguste Daries (cestující č. 2) a Georges Penabert (cestující č. 11), cestovali za Charlesem Fredricksem na 587 Broadway v New Yorku. Následně se Penabert vrátí do Francie v Paříži, zatímco Daries cestoval na Kubu v Havaně. Zdroj : New York Passenger Lists 1820-1891, dokument NARA, National Archives and Records Administration, Washington (District of Columbia), (Spojené státy americké).

Georges Penabert objevil vášeň, fotografii, nové umění, které se v té době rozvíjelo. Seznámil se s americkým fotografem Charlesem Fredricksem (1823-1894), který po cestě do Venezuely v roce 1843 ve věku dvaceti let cestoval po Jižní Americe v letech 1844 až 1854 s krátkými návraty do Spojených států. Fotograf přešel Brazílii do Belému, Maranhãa, Recife, Rio de Janeira, Porto Alegre a Rio Grande. Velkou neznámou je datum tohoto setkání, protože Georges Penabert byl již v roce 1851 obchodním partnerem Charlese Fredrickse .
Fredricks podnikl novou cestu v dubnu 1851, do Jižní Ameriky s krajanem, Alexandrem B. Weeksem, daguerrotypistou z Brooklynu a New Yorku. Oba Američané odpluli 19. května 1851 do Recife (Brazílie), kde založili galerii daguerrotypie. K Fredricksovi a Weeksovi se v Recife přidali Georges Penabert a Saturnino Masoni (1826-1892), argentinský fotograf . Dva mladí muži pomáhali Fredricksovi v podnikání. Jejich práce byla převážně portrétní, i když fotografovali také pohledy na město, nábřeží a přístav. Dne 22. listopadu 1851 lodí přicestovali do Rio de Janeira, kde strávili několik dní, a poté se vydali na cestu do Montevidea, hlavního města Uruguaye. V Montevideu založili Fredricks, Weeks, Penabert a Masoni další galerii daguerrotypie, která fungovala dva měsíce.
Usadili se také v Buenos Aires na adrese Calle La Piedad č. 98. Jejich společnost cestujících fotografů navštívila venkov Rio Grande do Sul a Río de la Plata. Alexander B. Weeks ve svém deníku zmínil zprávu o porážce guvernéra provincie Buenos Aires Juana Manuela de Rosy v bitvě u Caserosu 3. února 1852, což vedlo fotografy k rozhodnutí co nejdříve přejet do Buenos Aires, aby mohli začít prodávat své litografie, které Penabert právě přivezl z Paříže.  Tato informace naznačuje, že Georges Penabert obnovil své kontakty s Francií, pravděpodobně po smrti své matky v roce 1848. Současně spolupráce s Fredricksem zavedla Georges Penaberta do Spojených států – do New Yorku.
Georges Penabert sdílel se dvěma spolupracovníky fotografické studio ve Philadelphii ve Spojených státech v roce 1856 pod obchodním názvem Fredricks, Penabert & Germon Photographists na adrese Chestnut Street č. 168. Reklama na fasádě také uvádí jméno Gurney, což odkazuje na amerického fotografa Jeremiaha Gurneyho (1812-1895), jednoho z průkopníků daguerrotypie. Ten zaměstnal Penaberta jako koloristu Ve skutečnosti byla další stránkou George Penaberta jeho umělecká kariéra malíře, přičemž se zaměřoval především na akvarely .
Penabert také provozoval americkou galerii na boulevard des Capucines č. 21 v Paříži od roku 1854 do roku 1857 ve spolupráci s Christianem Louisem Leblancem a Charlesem Friedricksem. Christian Louis Leblanc byl malíř a daguerrotypista. Jedním z jeho studentů byl Paul Delamain (1821-1882), francouzský malíř a orientalista, který také studoval u malíře Michela Martina Drollinga. Paul Delamain byl jedním ze svědků u druhého manželství Georgese Penaberta v Paříži v roce 1869.
Georges Pénabert zahájil svou činnost v roce 1858 v Paříži pod jménem Pénabert et Cie a specializoval se na oblast vizitek. Působil na různých adresách : 46 rue Basse-du-Rempart, 31 pasáž du Havre kolem roku 1864, 36/38 pasáž du Havre v roce 1875. Pracoval současně na dvou dalších pobočkách v zahraničí : na 587 Broadway v New Yorku a 108 Calle de la Habana v Havaně na Kubě, vždy ve spolupráci s Charlesem DeForest Fredricksem.
Ve stejném období měl dohody s dalším profesionálním vztahem Fredrickse : Francouz Augusto Daries. Ten v různé korespondenci adresované svému americkému kolegovi vyjadřuje obavy o budoucnost jejich profese. Například 22. února 1865 napsal: "V Paříži prodej fotografií klesl. Zdá se, že jsme ve fotografické krizi" a dne 2. března 1865" V Paříži mnoho fotografů krachuje. Všichni tito lidé odjedou 5. dubna z Paříže do New Yorku…". V další korespondenci Fredricksovi, konkrétně v dopise z 27. února 1865, kritizoval Fredrickse za nákup chloridu platiny u Penaberta:"Pokud jde o síran a železo, musíme je vzít hned. Sulfát je dražší, ale kvalita se nedá srovnat. Jsem přesvědčen, že kvalita síranu používaného na našich fotografiích je špatná. Všiml jsem si, že jste si u pana Penaberta objednal chlorid platiny, který nepoužíváte, protože ten, který jsem si přivezl, je mnohem levnější. Penabert používal chlorid platiny a ten se mi nelíbí..."
Penabert informoval Fredrickse dopisem ze dne 10. března 1865, že" bude vyrábět chlorid platiny, aby snížil náklady na vyvolávání fotografií " a ve druhém dopise ze dne 30. března 1865 napsal :" Experimentujeme s fotografií, kterou jsem chtěl udělat před rokem, ale potřeboval jsem váš souhlas, abych mohl pokračovat… ". Chlorid platiny je fotochemická sloučenina zvláště citlivá na vystavení světlu. Penabert pokračoval v inovacích v oblasti výzkumu s cílem zlepšit kvalitu fotografií (viz kapitola : Fotografický proces) a také zůstat konkurenceschopný na tomto vysoce konkurenčním trhu. Její strategií je předvídat, udržovat konkurenční výhodu, udržovat a rozvíjet prodej. Fotograf, umělec, ale i obchodník, jak dosvědčují oficiální dokumenty.
Práce Georgese Penaberta byla oceněna stříbrnou medailí na světové výstavě v Paříži v roce 1889.

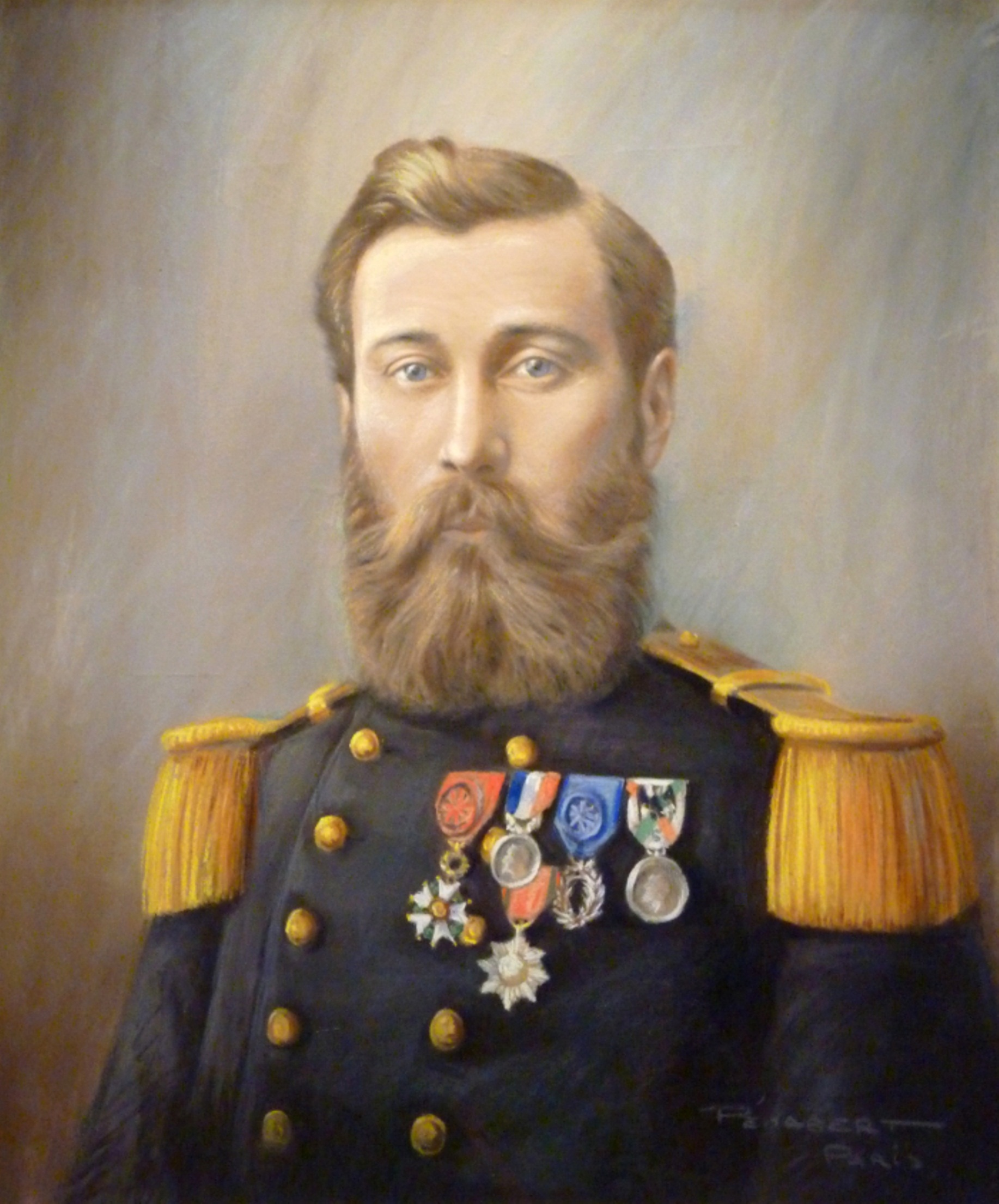
Portrét Louise Delaporteho (1842-1925), francouzského cestovatele, z dílny George Penaberta, asi 1875

### Galerie
Georges Penabert (1825–1903), fotograf: Paříž, New York, Filadelfie, Madrid a Kuba. Na levé straně američtí partneři Georges Penaberta, Charles DeForest Fredricks a Alexander B. Weeks. Uprostřed model umělce a jeho zobrazení na vizitce. Na pravé straně akvarel Georges Penaberta, namalovaný v roce 1858 v Havaně na Kubě. Byl také malířem, zejména koloristou.

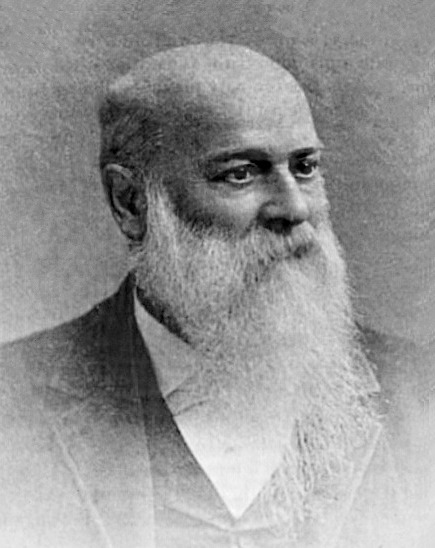
Charles DeForest Fredricks (1823–1894)
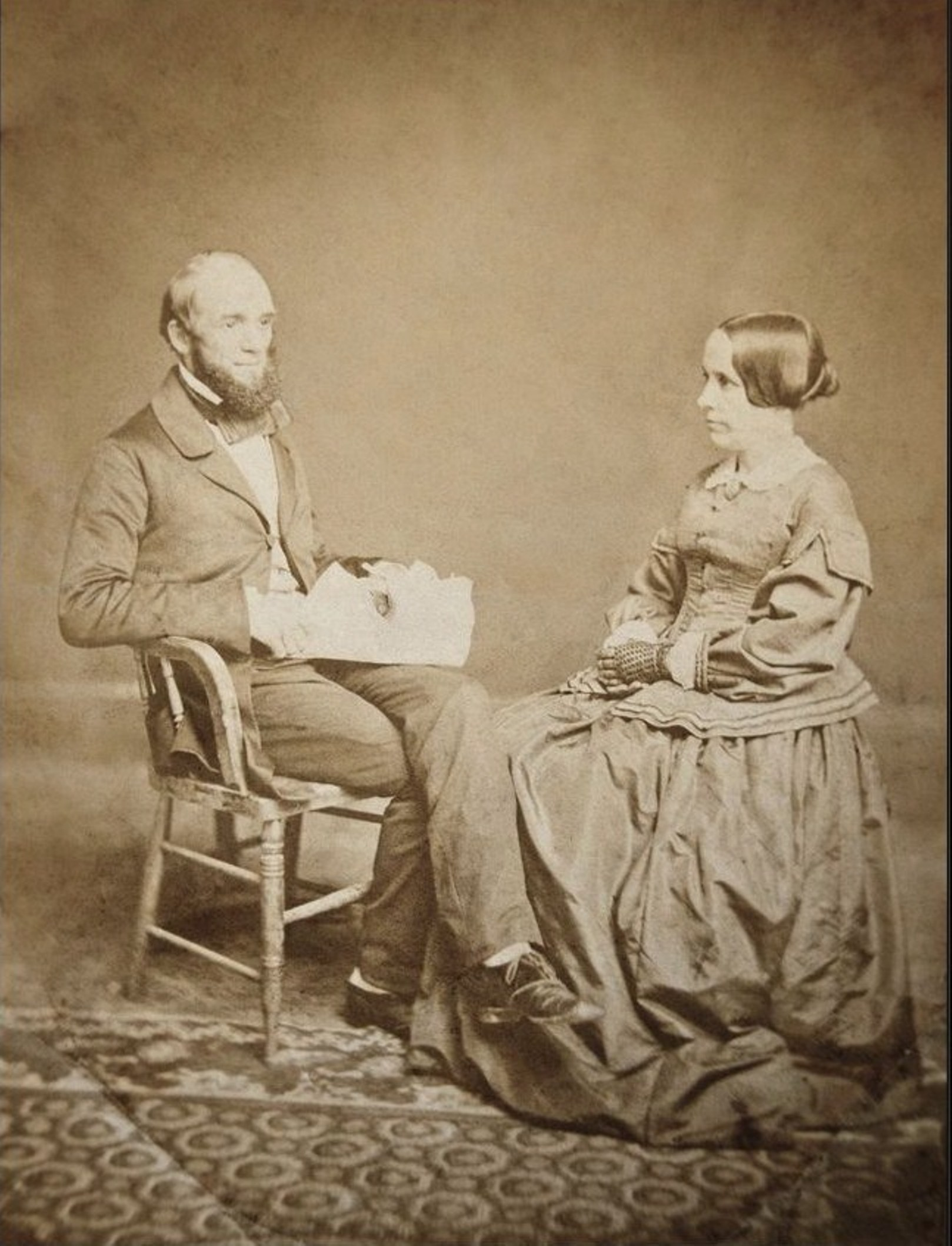
Alexander B. Weeks z Brooklynu a New Yorku, vyfocený se svou manželkou
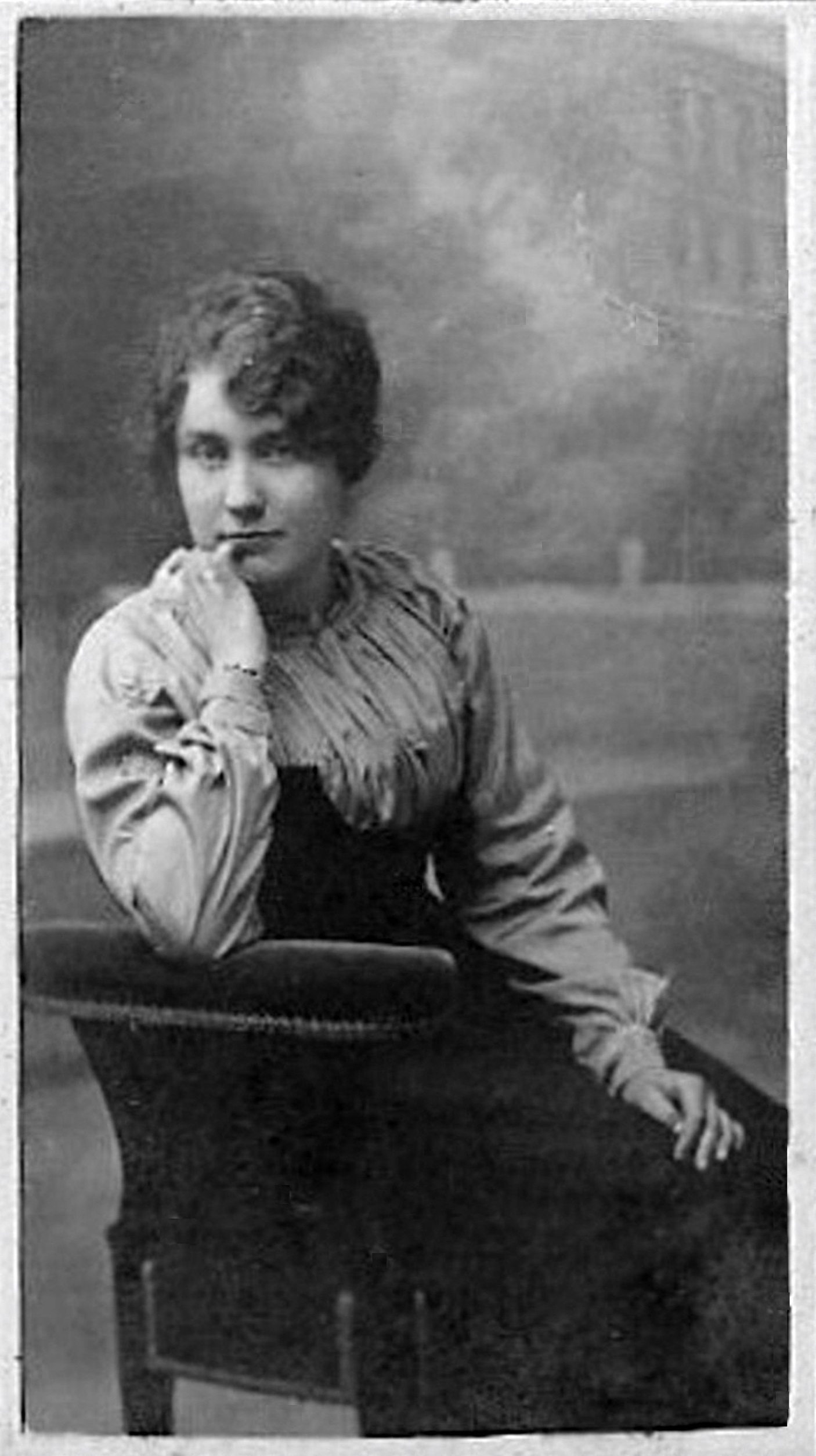
Portrét mladé ženy sedící v křesle, kolem roku 1895
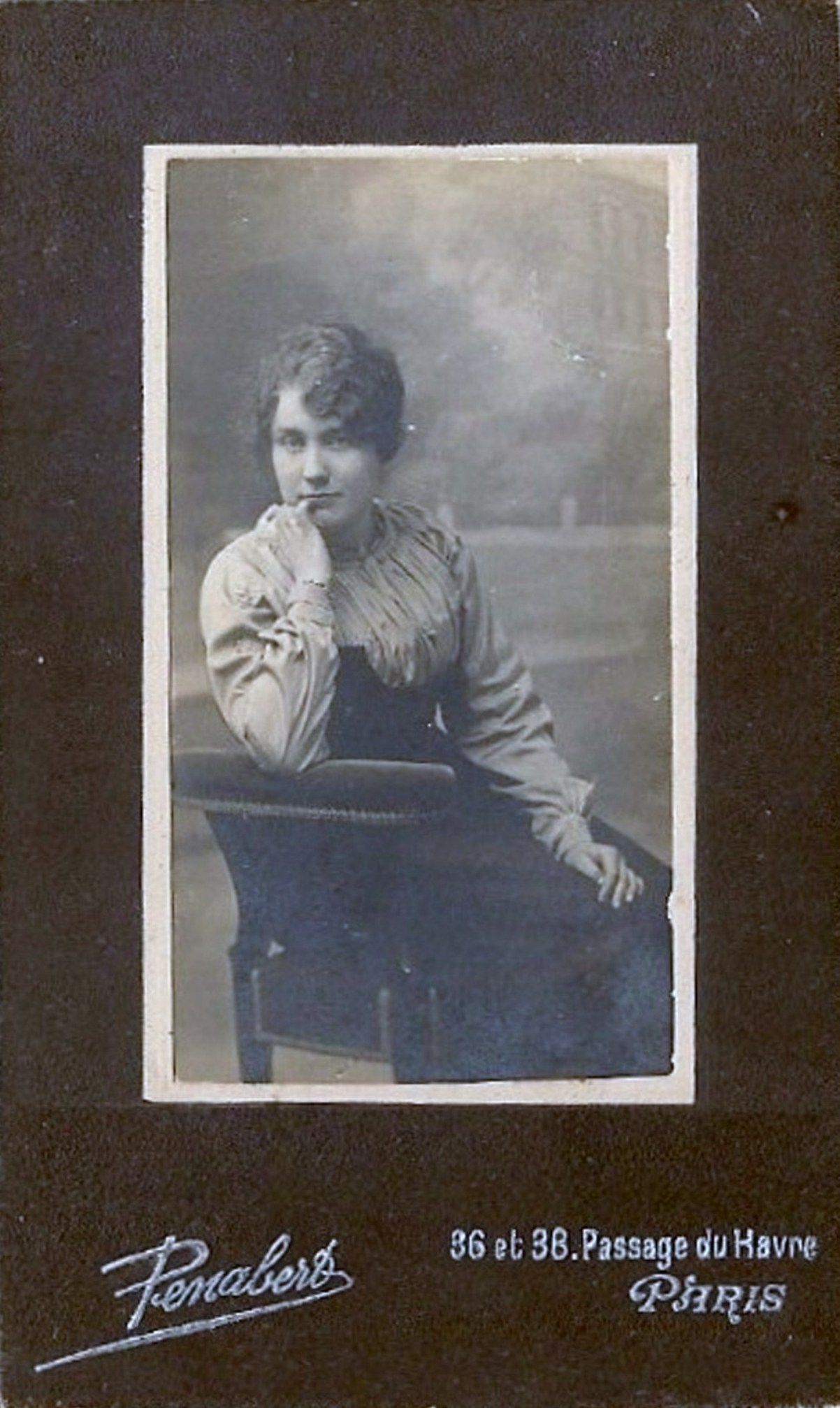
Vizitka spojená s portrétem
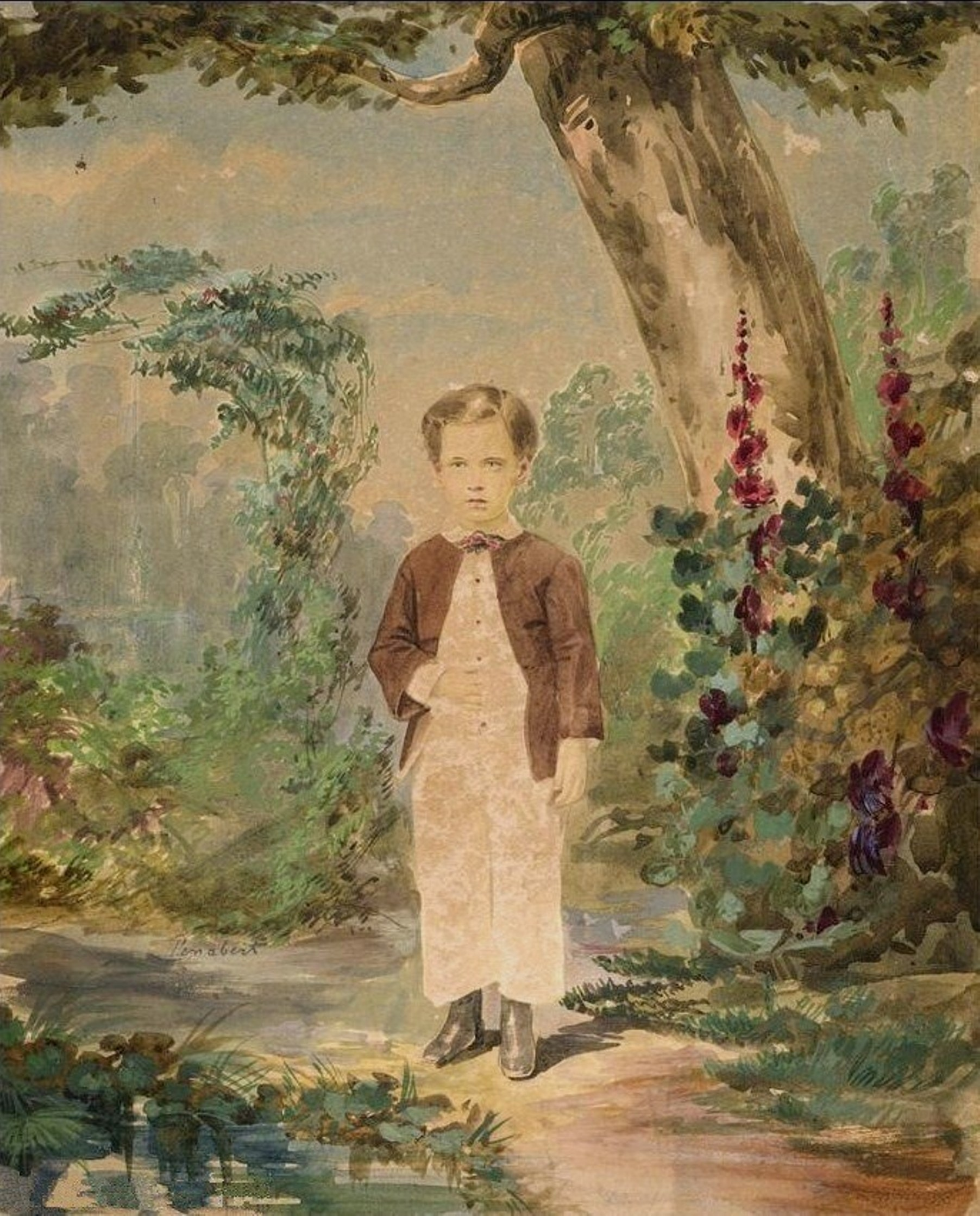
Akvarel namalovaný Georgem Penabertem v roce 1858

### Fotografický proces
Dne 18. prosince 1865 představil Georges Penabert na pařížské akademii věd inovativní fotografický proces:
M. Penabert předkládá vzorek fotografií na opalizovaném skle, které nejsou vitrifikované, a přesto jsou inzerovány jako nezničitelné. Tyto fotografie byly získány přímo v pozitivním stavu, jak uvádí M. Penabert, a neměly by být zaměňovány s těmi, které jsou již známé v Anglii, Americe a Francii a označovány jako fotografie na porcelánu. Zde je postup, jak na to.

Na dobře vyčištěné opalizované sklo naneste následující substanci: obyčejný kolodion připravený z běžně známých produktů, ale starý alespoň rok, protože jsem si všiml, že tento je nejúspěšnější; ponořte sklo na tři minuty do zcitlivující lázně následujícího složení: 7 gramů dusičnanu stříbrného na 100 gramů destilované vody; na 2000 gramů tohoto roztoku přidejte 16 gramů čisté kyseliny dusičné; exponujte sklo v temné komoře přibližně 50 sekund.
Obraz se vyvíjí roztokem síranu železnatého, jak se běžně používá, ale s tím, že je třeba tento roztok naředit o dvě třetiny vody a přidat pětinu pyrolignecké kyseliny.
Jakmile je obraz řádně vyvolán, což vyžaduje určitou dobu, vyvolá se v roztoku hyposulfitu sodíku velmi slabé koncentrace. Obraz se poté převrátí do velmi slabé lázně síranu amonného a důkladně se umyje…

Na závěr bych rád podotkl, že nezničitelnost těchto fotografií je taková, že odolávají působení kyselin do té míry, že nelze použít stejné sklo dvakrát.

## Fotogalerie
Studio Penabert pokračovalo ve své činnosti i v meziválečném období, pod názvem: Photographe d'Art G. Penabert, 36 et 38 passage du Havre, Paris ("Umělecký fotograf G. Penabert, 36 a 38 pasáž du Havre, Paříž")

Fotografická díla George Jeana Penaberta
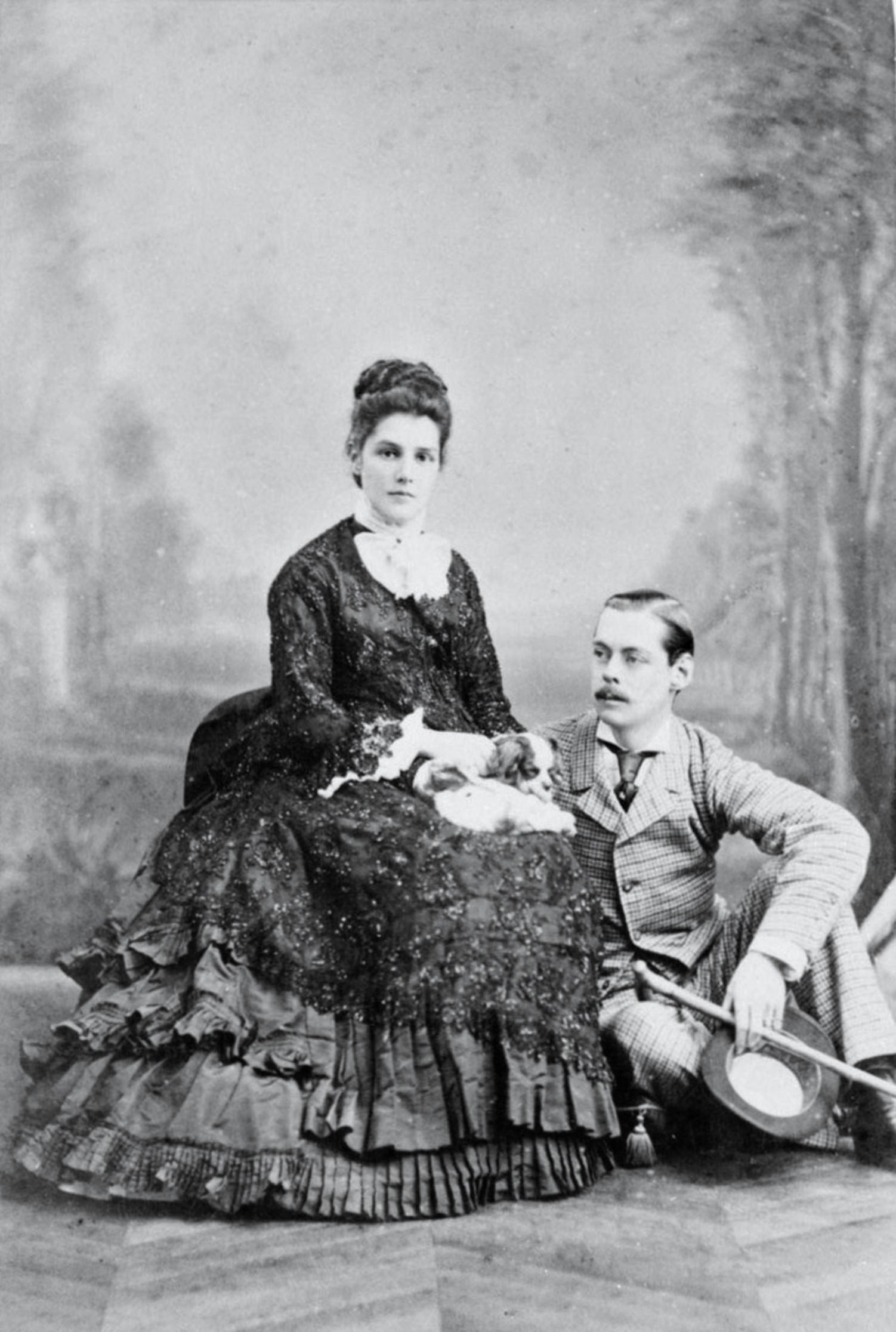
Lord Randolph Churchill a Jennie Churchillová (Jennie Jerome), v roce 1874 v Paříži.
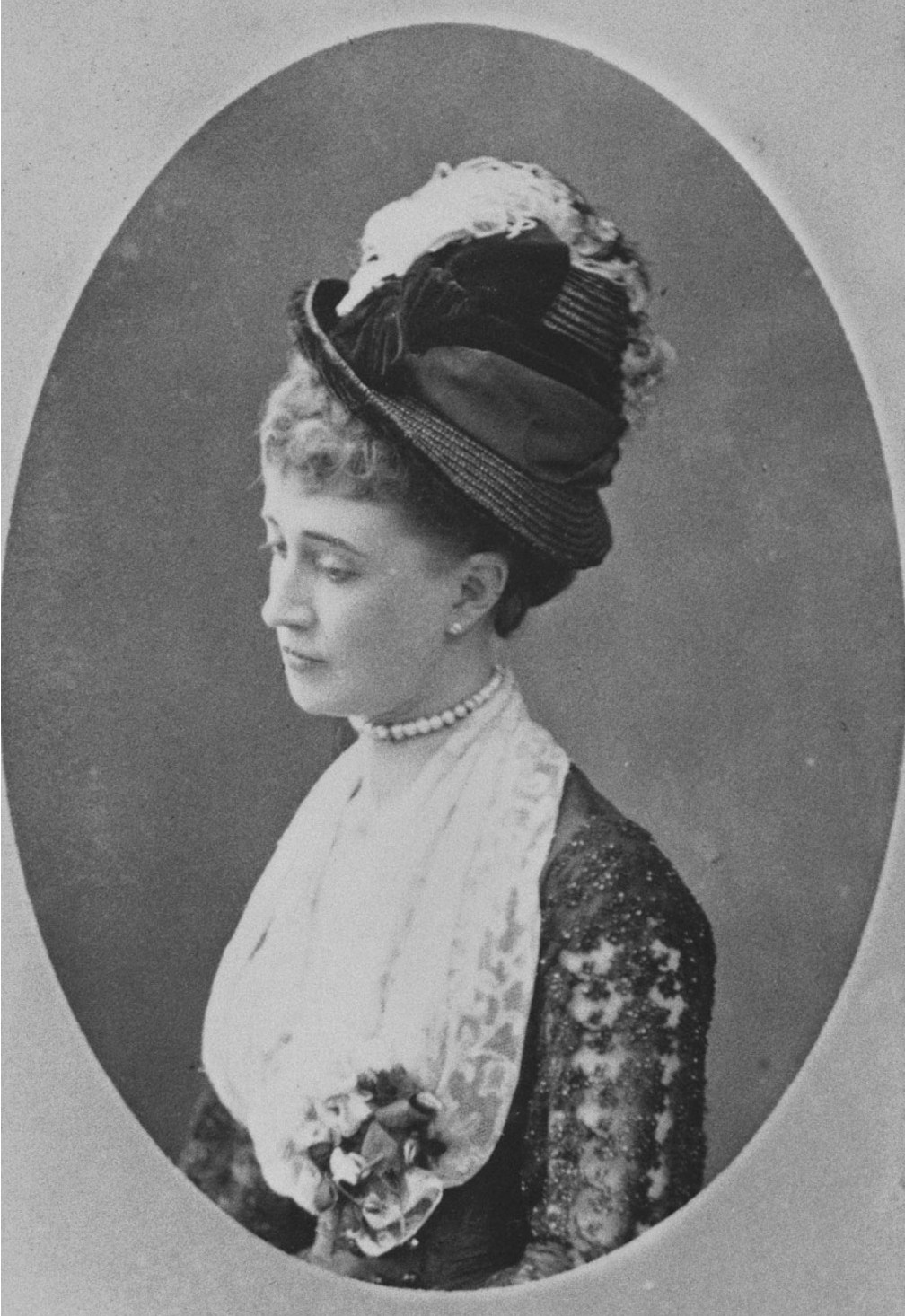
Lady Hélène Standishová, manželka lorda Henryho Noailles Widdringtona Standishe, 1874.
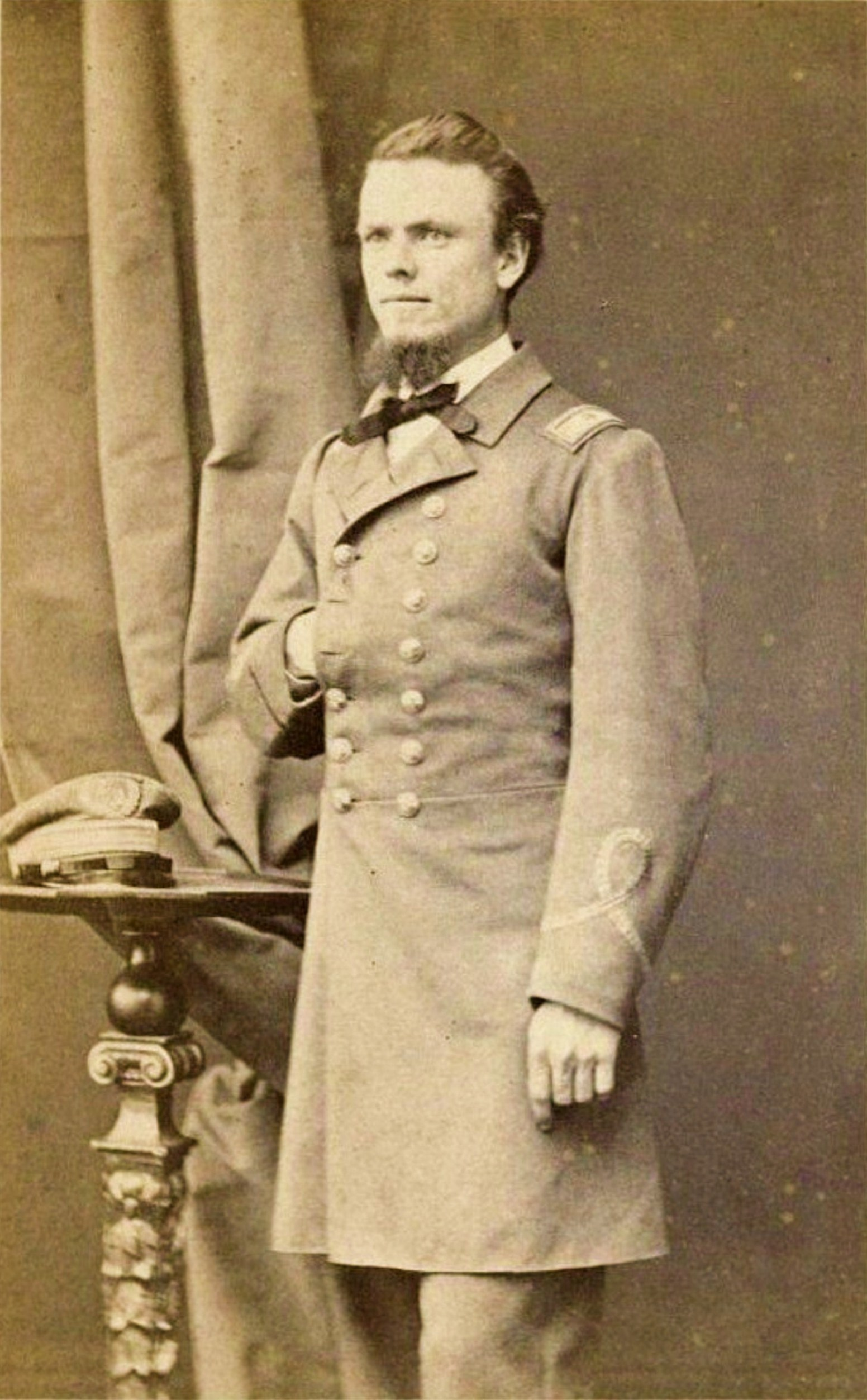
Poručík John Grimball (1840-1922) z lodi CSS Shenandoah, námořní pěchota Konfederace států, asi 1864
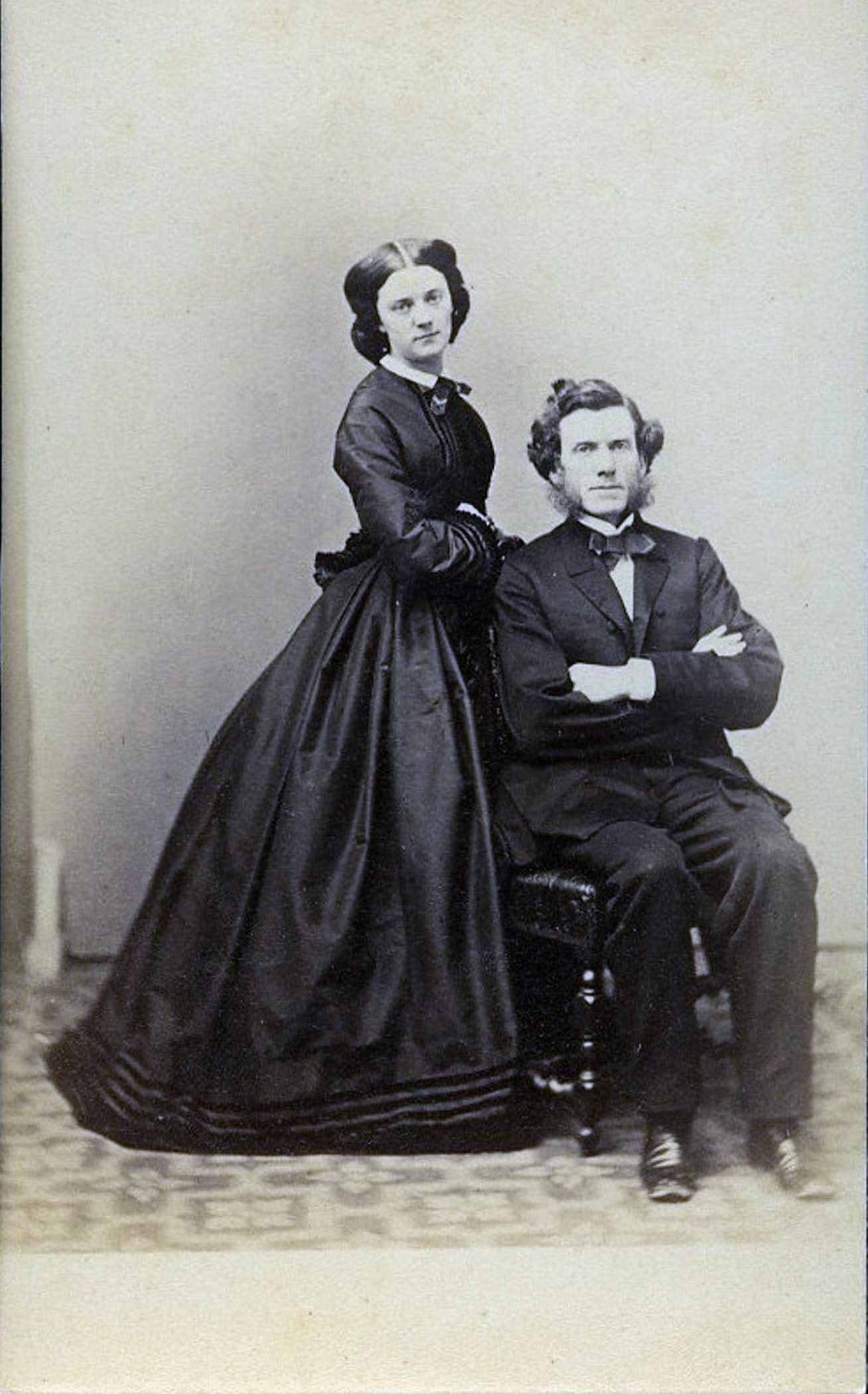
Pár za Druhého císařství, 1865
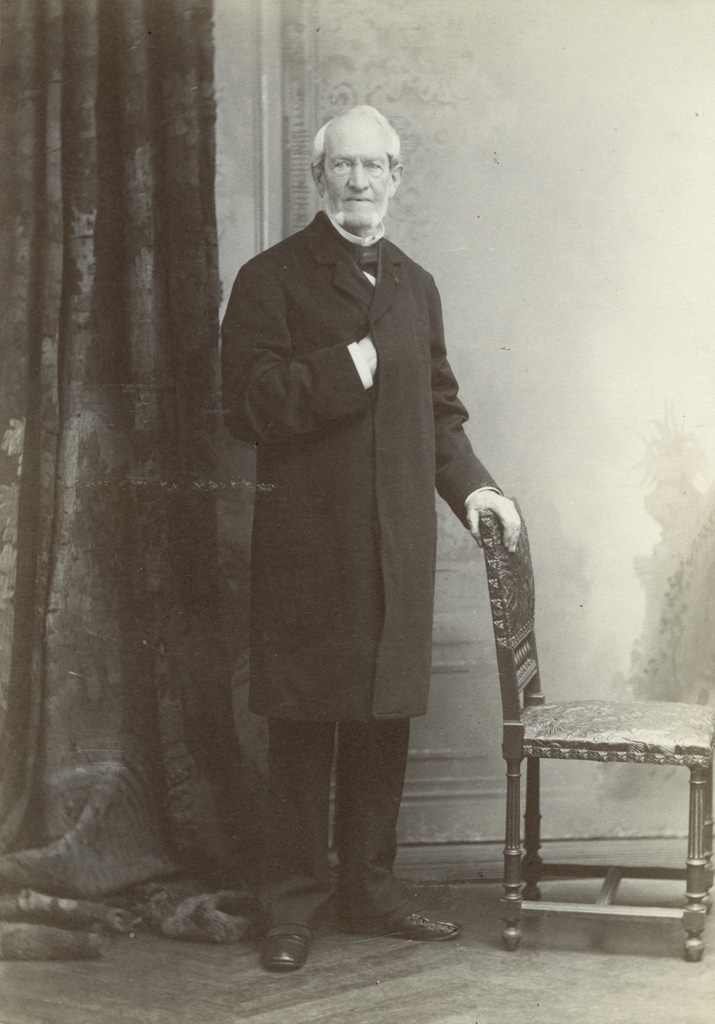
Léon Renouard de Bussierre (1808-1893), francouzský politik
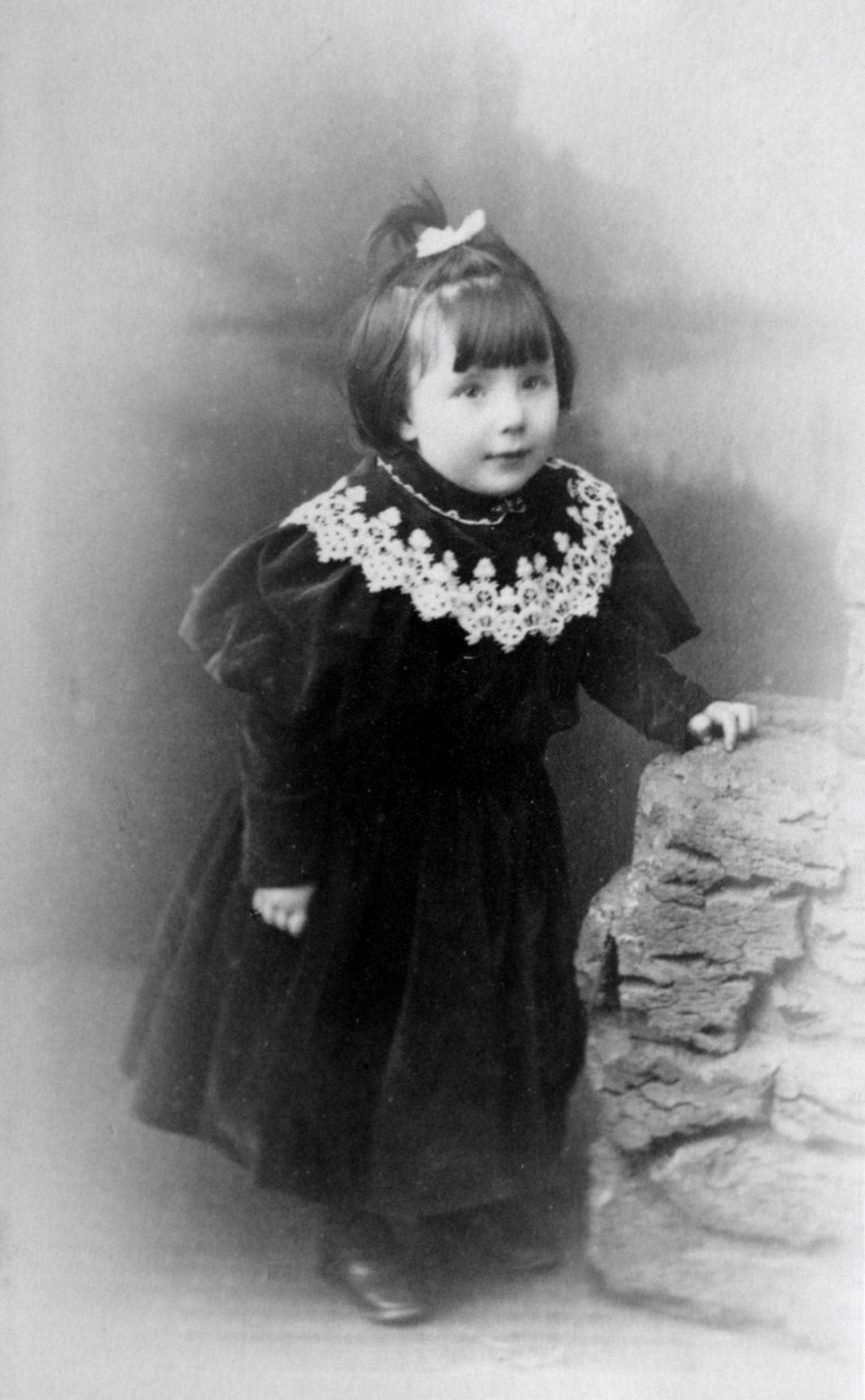
Portrét malé dívky, asi 1880
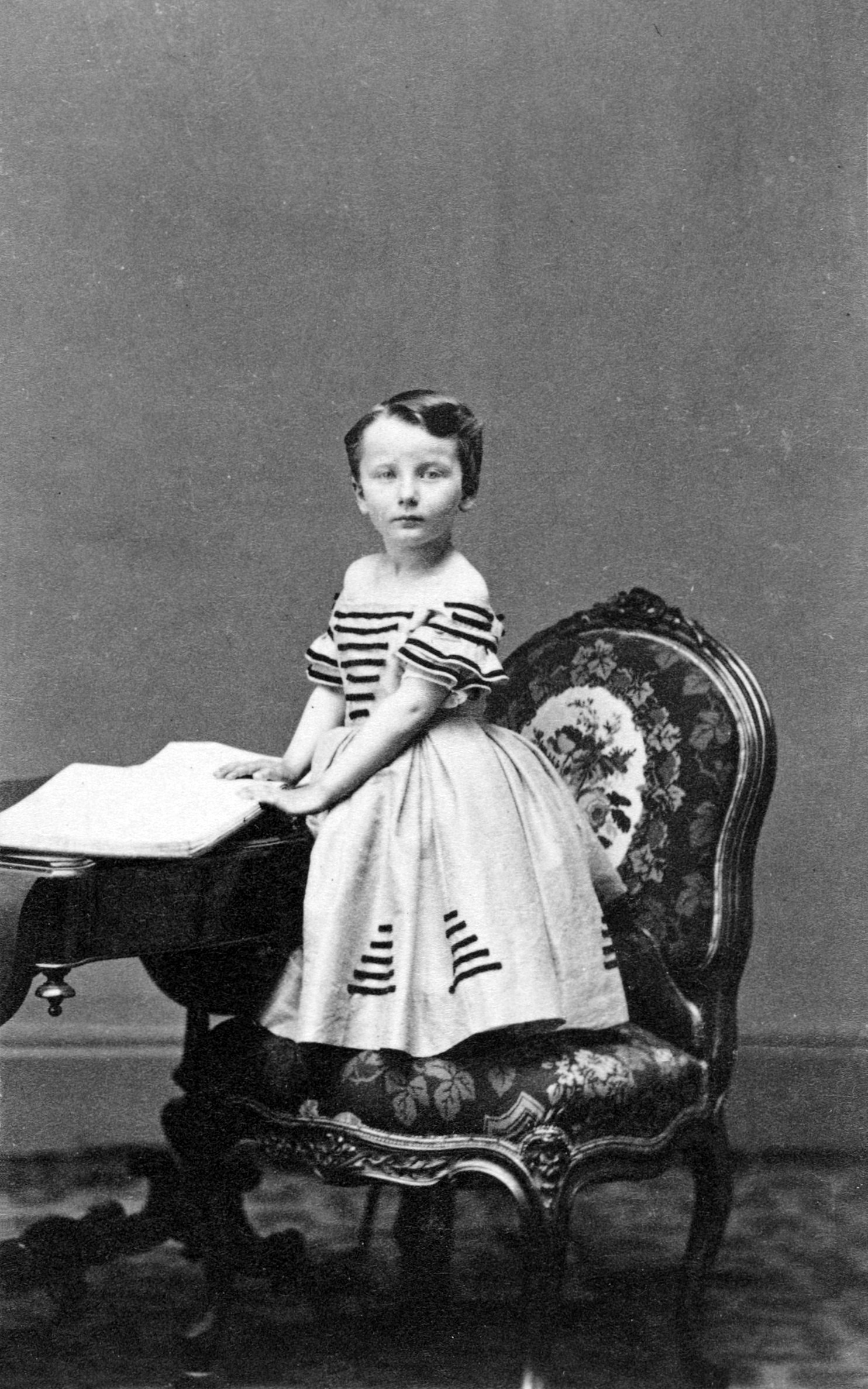
Slečna Clercová za Druhého Francouzského císařství, 1865-1870